# Piet Sanders (1926-1990)
Petrus Antonius Maria (Piet) Sanders (Eindhoven, 15 april 1926 – Oirschot, 1 januari 1990) was een Nederlands politicus van de KVP en later het CDA.
Vanaf april 1944 werkte hij ruim 25 jaar bij de gemeentesecretarie van Eindhoven. In november 1969 werd Sanders benoemd tot burgemeester van Wouw als opvolger van Jacques Rutten die burgemeester van Asten was geworden. Begin 1979 volgde zijn benoeming tot burgemeester van Oirschot. Op nieuwjaarsdag 1990 overleed Sanders tijdens dat burgemeesterschap op 63-jarige leeftijd aan een hartaanval. Tijdens een kerkdienst enkele dagen daarna ter herdenking van Sanders vond bij hem thuis een inbraak plaats waarvoor al snel enkele verdachten werden opgepakt.